# Пермская краевая библиотека имени А. М. Горького
Пермская государственная ордена «Знак Почёта» краевая универсальная библиотека им. А. М. Горького (ПГКУБ им. А. М. Горького) — центральная библиотека Пермского края. Осуществляет функции формирования, хранения и предоставления пользователям наиболее полного универсального собрания документов. Функции и полномочия учредителя от имени Пермского края осуществляет в пределах своей компетенции отраслевой орган — Министерство культуры Пермского края.

## Директора
- А. Н. Комарницкий (1832—1836)
- Я. С. Земляницын (1836—1843?)
- А. Д. Крапивин (1863—1864)
- С. С. Пенн (1864—1867)
- М. И. Фирсов (1867—1868)
- А. Д. Ждахин (1868—1871)
- П. П. Егорьев (1871—1874)
- И. Е. Никифоров (1875—1876)
- В. К. Грибель (1878—1880)
- О. Ф. Грибель (1880—1881, и. о.)
- П. А. Журавлёв (1881—1883, и. о.)
- В. В. Котомин (1883—1887)
- К. П. Групильон (1887—1888)
- Е. Г. Долматова (1888—1889, и. о.)
- Е. Д. Групильон (1889—1898)
- Е. Т. Чухломцев (1898—1902)
- Я. В. Кадешников (1902—1904)
- М. В. Карелин (1904—1906)
- А. В. Филипьев (1906)
- Л. Е. Воеводин (1906—1908)
- В. В. Воробьёв (1908—1909)
- А. Н. Романова (1909, и. о.)
- И. В. Васильев (1909—1912)
- В. Н. Панаев (1912—1928)
- А. Р. Шернок (1928—1929, и. о.)
- П. Г. Черкасов (1929—1930)
- С. Н. Оглоблин (1930, и. о.)
- Н. С. Черемина (1930, и. о.)
- Е. В. Токмакова (1931)
- В. М. Батанов (1931)
- А. П. Неустроева-Вернеева (1931—1933)
- Безукладникова (1933—1934, и. о.)
- А. А. Маркова (1934)
- А. Ф. Терентьева (1934—1935)
- С. М. Дедик (1935—1936)
- М. А. Чемихин (1936—1942)
- Т. П. Санникова (1942, и. о.; 1944—1946)
- А. П. Кузнецов (1942—1944)
- С. Ф. Молодьков (1946—1959)
- И. Ф. Власов (1959—1967)
- М. А. Пастухов (1967—1985)
- Ю. Н. Нахабин (1985—1989)
- А. Ф. Старовойтов (1989—2006)
- Н. С. Хохрякова (2006—2015)
- Е. В. Сеземина (с 2015)[2]

## Награды
- 27 октября 1941 года в приказе Народного Комиссара Просвещения РСФСР № 44-К «О работе массовых библиотек в военное время» отмечена работа библиотеки.
- В 1973 году библиотеке вручено переходящее Красное Знамя Совета Министров РСФСР и ВЦСПС за 1 место по итогам Всероссийского соревнования в библиотечном обслуживании населения.
- В 1984 году библиотеке, представлявшую Пермскую область, вручено переходящее Красное Знамя Совета Министров РСФСР и ВЦСПС — победителю во Всероссийском соревновании за лучшую постановку библиотечного обслуживания населения в 1983 году.
- 24 января 1986 года вышел Указ Президиума Верховного Совета СССР "О награждении Пермской областной библиотеки имени А. М. Горького орденом «Знак Почёта».